# 이집트피그미땃쥐
이집트피그미땃쥐(Crocidura religiosa)는 땃쥐과에 속하는 포유류의 일종이다. 이집트의 토착종이다. 자연 서식지는 경작지이다. 서식지 감소로 멸종 위협을 받고 있다.